# マルス (TRPG)
マルスはDOSによって製作されたファンタジー戦記物のテーブルトークRPG(TRPG)。2003年12月にグランペールよりボックス版にて発売された。2007年9月にはルール第二版にあたる「マルス 2nd」が発売されている。

## 概要
プレイヤーキャラクターは全員が西洋風ファンタジー世界の王国の重鎮（国王や大臣）となり、他国との戦争や自国の政治を通じて国を繁栄させていくTRPG。歴史シミュレーションゲームに近い雰囲気があるゲームだが、モンスターとの戦いや財宝の探索などのスタンダードなファンタジーRPG物の要素もある。行為判定にはトランプを用いる。
マルス 2ndでは新たに東洋風ファンタジーの世界も舞台に選べるようになった。

## 作品一覧
- マルス　（ルール第一版）
- マルス 2nd　（ルール第二版）